# 明迪亞灣
63°33′10″S 59°51′00″W / 63.55278°S 59.85000°W

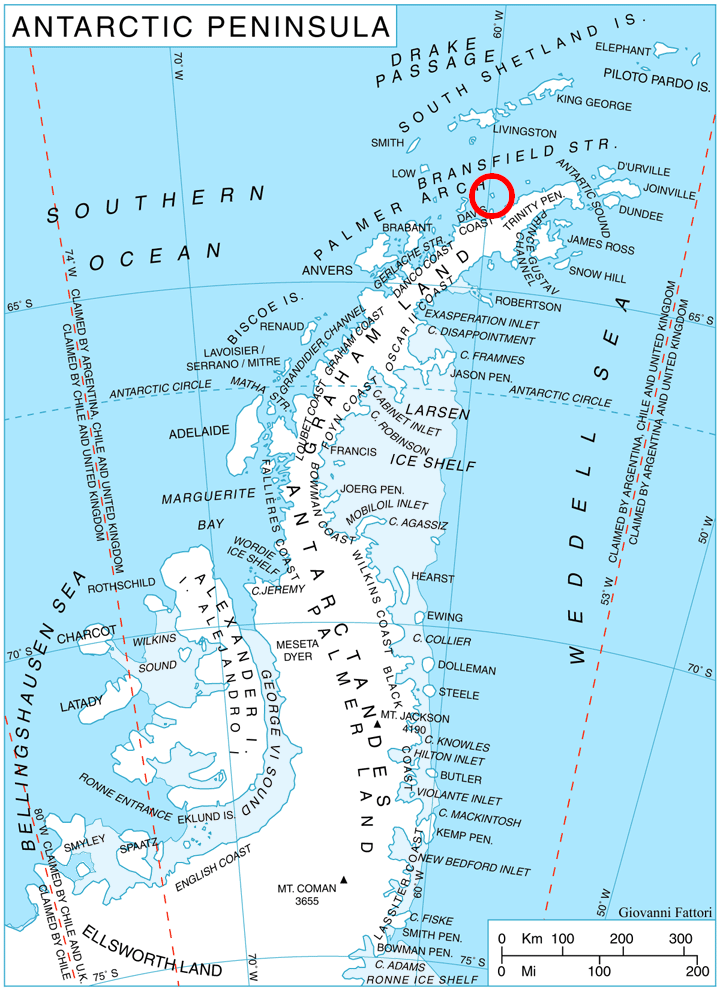

明迪亞灣（Mindya Cove），是南極洲的海灣，位於帕默群島的陶爾島西北岸，長1.5公里、寬2.4公里，入口處在勒基尤角和克拉內沃角之間，以保加利亞北部鄉鎮命名，現時由南極條約體系管理。